# La Gonfrière
La Gonfrière és un municipi francès situat al departament de l'Orne i a la regió de Normandia. L'any 2007 tenia 283 habitants.

## Demografia

### Població
El 2007 la població de fet de La Gonfrière era de 283 persones. Hi havia 118 famílies de les quals 28 eren unipersonals (16 homes vivint sols i 12 dones vivint soles), 51 parelles sense fills i 39 parelles amb fills.
La població ha evolucionat segons el següent gràfic:
Habitants censats

### Habitatges
El 2007 hi havia 168 habitatges, 118 eren l'habitatge principal de la família, 44 eren segones residències i 7 estaven desocupats. 166 eren cases i 1 era un apartament. Dels 118 habitatges principals, 102 estaven ocupats pels seus propietaris, 14 estaven llogats i ocupats pels llogaters i 2 estaven cedits a títol gratuït; 17 tenien dues cambres, 25 en tenien tres, 34 en tenien quatre i 41 en tenien cinc o més. 76 habitatges disposaven pel capbaix d'una plaça de pàrquing. A 56 habitatges hi havia un automòbil i a 59 n'hi havia dos o més.

### Piràmide de població
La piràmide de població per edats i sexe el 2009 era:
| Homes | Edats   | Dones |
| ----- | ------- | ----- |
| 0     | 95 o +  | 0     |
| 0     | 90 a 94 | 0     |
| 0     | 85 a 89 | 0     |
| 0     | 80 a 84 | 0     |
| 8     | 75 a 79 | 0     |
| 8     | 70 a 74 | 16    |
| 4     | 65 a 69 | 4     |
| 8     | 60 a 64 | 8     |
| 0     | 55 a 59 | 20    |
| 16    | 50 a 54 | 4     |
| 4     | 45 a 49 | 0     |
| 8     | 40 a 44 | 4     |
| 4     | 35 a 39 | 4     |
| 16    | 30 a 34 | 16    |
| 8     | 25 a 29 | 12    |
| 8     | 20 a 24 | 0     |
| 4     | 15 a 19 | 4     |
| 4     | 10 a 14 | 8     |
| 8     | 5 a 9   | 8     |
| 8     | 0 a 4   | 4     |

## Economia
El 2007 la població en edat de treballar era de 182 persones, 135 eren actives i 47 eren inactives. De les 135 persones actives 124 estaven ocupades (73 homes i 51 dones) i 12 estaven aturades (6 homes i 6 dones). De les 47 persones inactives 25 estaven jubilades, 9 estaven estudiant i 13 estaven classificades com a «altres inactius».

### Ingressos
El 2009 a La Gonfrière hi havia 115 unitats fiscals que integraven 295 persones, la mediana anual d'ingressos fiscals per persona era de 15.894 €.

### Activitats econòmiques
Dels 11 establiments que hi havia el 2007, 3 eren d'empreses de construcció, 3 d'empreses de comerç i reparació d'automòbils, 1 d'una empresa de transport, 1 d'una empresa immobiliària, 2 d'empreses de serveis i 1 d'una empresa classificada com a «altres activitats de serveis».
Dels 4 establiments de servei als particulars que hi havia el 2009, 1 era un paleta, 1 fusteria, 1 electricista i 1 saló de bellesa.
L'any 2000 a La Gonfrière hi havia 22 explotacions agrícoles que ocupaven un total de 630 hectàrees.

## Poblacions més properes
El següent diagrama mostra les poblacions més properes.